# Борислав Праунспергер
Борислав Праунспергер (или Борис Праунспергер; Загреб, 19. новембар 1907 — Загреб, 11. август 1978) био је југословенски фудбалер.

## Каријера
Наступао је за загребачку Конкордију у периоду од 1926. до 1933. године. Са клубом је освојио два југословенска првенства (1930. и 1932). Играо је на позицији нападача и био класично лево крило.
За А репрезентацију Југославије одиграо је једну утакмицу. Наступио је 1930. против Бугарске у Софији за Балкански куп и постигао гол на тој утакмици. Остао је запамћен као свестран спортиста и спортски радник. Члан и тренер пливачког клуба Конкордије, Загребачког пливачког клуба (ЗПК) и АСД Младости (Загреб).
Био је племићког порекла и магистар фармације, али и изузетни мецена који је о свом трошку уредио пливачки базен у Самобору, учествовао у изградњи пливалишта на десној обали Саве у Загребу и атлетске стазе АСД Младости (1946). Први председник Окружног фискултурног одбора Загреб (1945–47).
Преминуо је 11. августа 1978. године у Загребу.

## Успеси
- Конкордија
  - Првенство Југославије: 1930, 1932.

## Наступи за репрезентацију Југославије
| #  | Датум              | Место  | Противник | Резултат | Гол | Такмичење     |
| -- | ------------------ | ------ | --------- | -------- | --- | ------------- |
| 1. | 16. новембар 1930. | Софија | Бугарска  | 3:0      | 1   | Балкански куп |